# Fontgombault
Fontgombault è un comune francese di 282 abitanti situato nel dipartimento dell'Indre nella regione del Centro-Valle della Loira.
È nota soprattutto per l'abbazia di Notre Dame, fondata nel 1091.

## Società

### Evoluzione demografica
Abitanti censiti